# Ole Beich
Ole Beich (Esbjerg, 1 de enero de 1955 - Copenhague, 16 de octubre de 1991) fue un vocalista y bajista danés de la banda de hard rock Guns N' Roses.

## Carrera
Beich nació en Dinamarca. A temprana edad empezó a interesarse por la guitarra y el contrabajo. Sus bandas favoritas eran los Rolling Stones, Ten Years After, Cactus, Led Zeppelin y Link Wray. Antes de mudarse a Los Ángeles fue guitarrista y bajista de varias bandas danesas. 
Ya en Estados Unidos formó parte como bajista de L.A. Guns, donde grabó un LP titulado «Collector's Edition No.1»; junto con los vocalistas Michael Jagosz y su sustituto por un corto periodo Axl Rose, hasta que el grupo se unió a Hollywood Rose formando Guns N' Roses, donde tocó por poco tiempo. Solo participó en dos ensayos y abandonó la banda pocos días antes de su show debut el 26 de marzo de 1985, siendo reemplazado por Duff Mckagan.
Ole Beich murió en 1991 tras ahogarse en el lago Sct Jorgens en el centro de Copenhague, bajo extrañas circunstancias.

## Discografía

### Rock Nalle & The Flames
- Rock 'N'alle Roll (1979)

### L.A. Guns
- Collector's Edition No. 1 (1985)